# Cyrtandra davaoensis
Cyrtandra davaoensis là một loài thực vật có hoa trong họ Tai voi. Loài này được Elmer mô tả khoa học đầu tiên năm 1910.